# Judéo-arabe

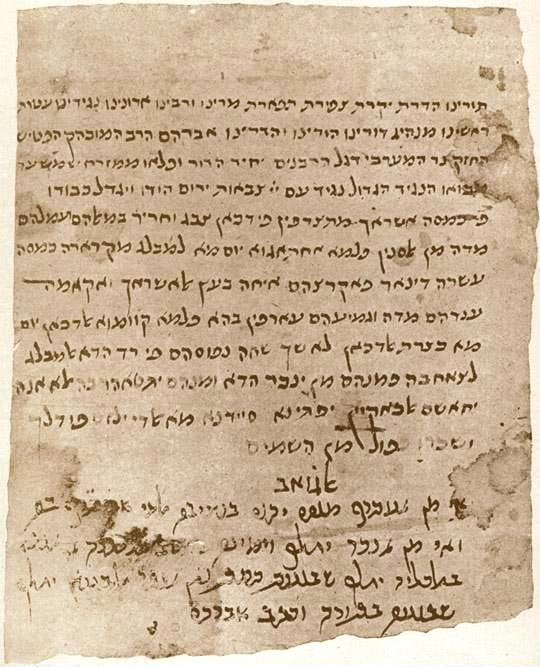
Feuillet trouvé dans la Gueniza du Caire, dont une partie est rédigée en judéo-arabe

En linguistique, « judéo-arabe » est un terme polysémique qui peut désigner l'ensemble des dialectes arabes parlés par les Juifs du Maghreb et du Moyen-Orient, proches de l'arabe parlé dans les régions où ces Juifs résidaient, ou la langue arabe classique transcrite en caractères hébraïques, utilisée par les auteurs juifs arabes pour une diffusion aisée auprès de leurs coreligionnaires. Une partie importante de la littérature rabbinique fut composée en judéo-arabe.

## Sens du mot
L'expression « langue judéo-arabe » peut avoir plusieurs sens : 
1. Elle désigne des langues parlées, qui sont des dialectes arabes, variables selon les régions, en Orient musulman et en Afrique du Nord ;
2. Elle désigne une langue littéraire utilisée par les savants, « très dépendante de l'arabe classique coranique »[1], transcrite en caractères hébraïques, relativement uniforme à travers des communautés juives des pays de langue arabe. De nombreux ouvrages de philosophie, d’exégèse, de grammaire, de lexicographie, de médecine, etc. sont écrits en judéo-arabe littéraire ;
3. Elle désigne une traduction arabe mot à mot de la Bible ou de la littérature paraliturgique : c’est le « judéo-arabe calque », comme il existe un judéo-espagnol calque, un judéo-allemand calque, un judéo-perse calque etc. « Cette langue présente un caractère artificiel en raison de sa fidélité extrême, notamment sur la plan syntaxique, à l'original hébraïque »[2]. Le modèle historique de ce judéo-arabe calque, appelé sharh (en arabe, « traduction ») est la traduction littérale de la Bible en arabe par Saadia Gaon au Xe siècle ;
4. Elle désigne un néo-judéo-arabe apparu dans la presse en Afrique du Nord à la fin du XIXe siècle et au début du XXe siècle. Aussi bien le judéo-arabe parlé (dialectal) que le judéo-arabe littéraire (classique) ne suffisaient pas pour rendre compte de certaines réalités modernes. Les rédacteurs de journaux ont donc été amenés à opérer une rénovation linguistique, en suivant deux voix différentes : « ceux de Tunisie ont forgé une nouvelle variété de langue, le néo-judéo-arabe moyen, en puisant des structures lexicales et syntaxiques dans la presse arabe et dans la littérature narrative orale arabo-musulmane post-classique, alors que ceux d’Algérie et du Maroc ont multiplié les emprunts néologiques aux langues européennes et à l’hébreu classique et moderne pour pallier le déficit lexical du judéo-arabe quotidien et littéraire[3] ».

### Aljiamado

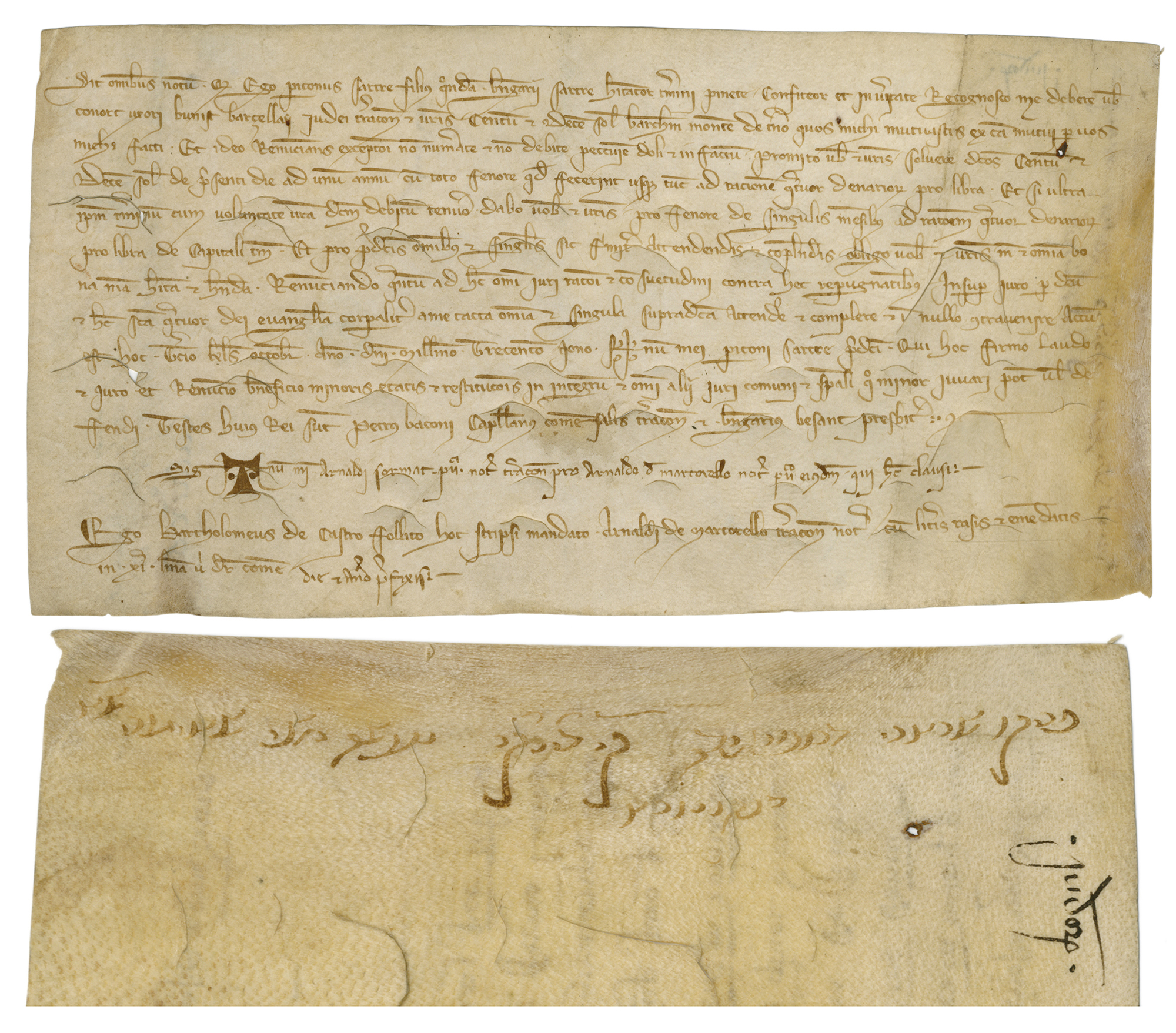
Parchemin écrit notamment (au verso) avec des caractères hébraïques (aljamiat), faisant référence à l'obligation signée par Pericó Sartre, fils de feu Berenguer Sartre, de la commune de La Pineda (près de Vila-seca en Tarragone), de 110 sous catalans de Barcelone, monnaie de tern,, en faveur de Conort, épouse de Bunist Barçelay, Juif de Tarragone, le 3 octobre 1309

Il est à noter que si l'adjectif aljamiadat qualifie la langue d’un non-Arabe (voire d'un Persan ou d'un hispanophone) et désigne le procédé consistant à écrire, au moyen de l’alphabet arabe, la langue romane des habitants de l’Espagne durant l'époque tardive d’Al-Andalus, le glossaire de Jueus de Cataluna donne également les vocables aljamiat pour l'arabe et aljamiada pour le catalan « qualifiant les documents anciens écrits en langue/s romane/s (castillan, catalan, portugais, etc.) avec des caractères hébraïques ».

## Histoire
Les dialectes judéo-arabes (al Yahudiyya) furent parlés dans la péninsule arabique, avant même les conquêtes islamiques. Il n'est pas certain que celles-ci aient contribué directement à leur propagation, bien qu'elles se soient accompagnées de migrations de Juifs arabes qui ont perpétué dans leurs terres d'accueil l'usage du judéo-arabe. Les dialectes naquirent pour la plupart par adoption puis adaptation de la langue des conquérants arabes.
Vers la fin du XVe siècle de l'ère commune (coïncidant avec l'arrivée en terre d'Islam des Juifs d'Espagne et du Portugal), les Juifs commencent à se dissocier des Arabes, aussi bien dans la langue que dans la culture. Le judéo-arabe devient alors plus dialectal, et de plus en plus de travaux paraissent en hébreu. 

### Œuvres médiévales importantes rédigées en judéo-arabe

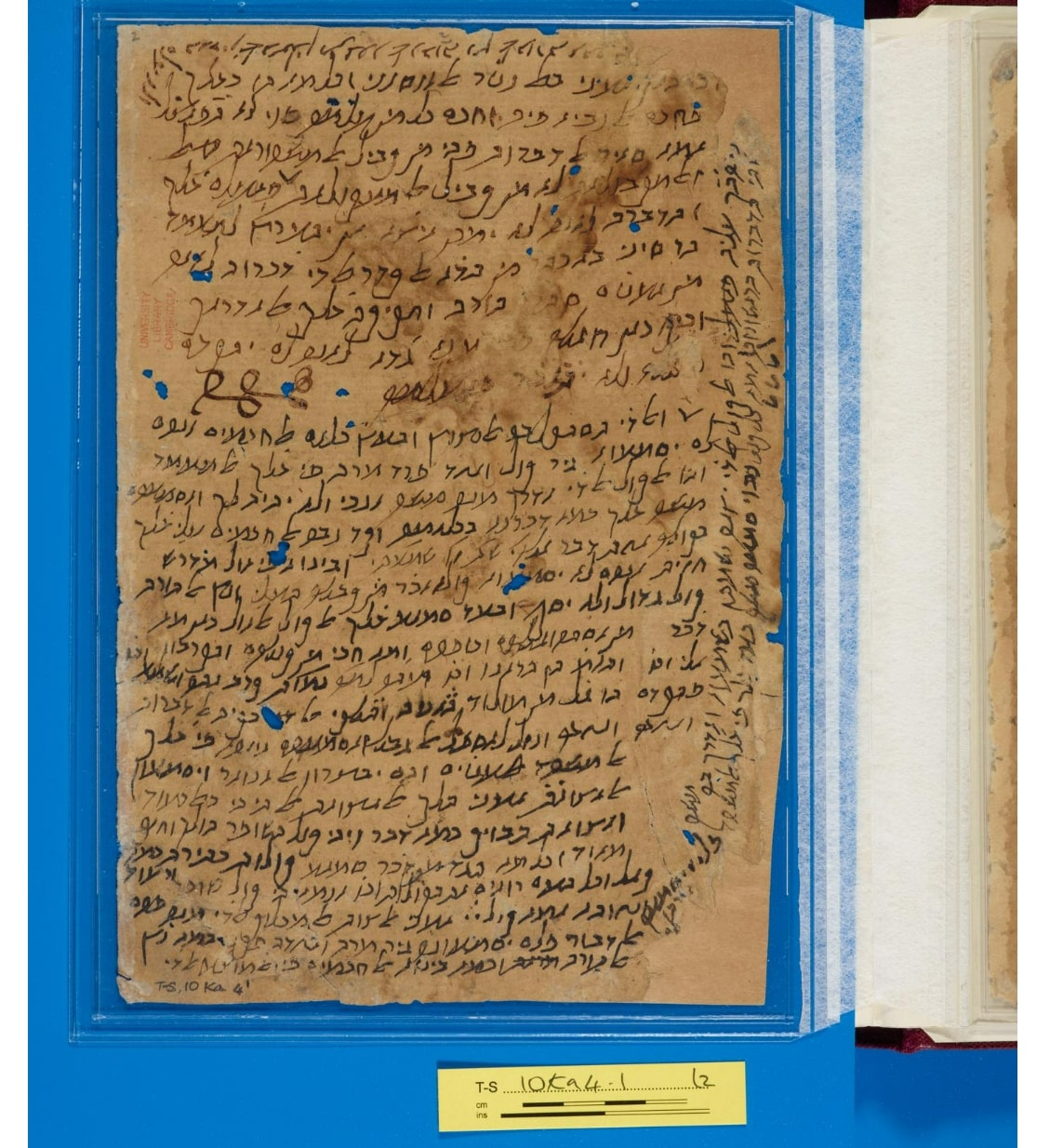
Page manuscrite en arabe, écrite en employant l'alphabet hébraïque, Maïmonide,

Nombre de textes fondamentaux de la pensée juive médiévale furent à l'origine rédigés en judéo-arabe « classique », de même que certains ouvrages halakhiques et que certains commentaires bibliques. Ce n'est que plus tard qu'ils furent traduits en hébreu médiéval, principalement par les communautés juives provençales, en particulier celle de Lunel, et purent être lus en Europe par les juifs ashkénazes. 
Parmi les œuvres les plus notables :
- l'Emounot vedeot de Saadia Gaon, son Tafsir (commentaire biblique sous forme de traduction), et son siddour (pour les portions explicatives, les prières étant rédigées en hébreu ou en araméen) ;
- le Tikkoun Middot HaNefesh de Salomon ibn Gabirol, dit Avicebron ;
- le Hovot Halevavot de Bahya ibn Paquda ;
- le Kuzari de Juda Halevi ;
- le Commentaire sur la Mishna, le Sefer Hamitzvot, le Guide des égarés et de nombreuses lettres et essais plus courts de Maïmonide. A contrario, son grand-œuvre halakhique, le Mishné Torah fut rédigé en hébreu mishnique, ce qui lui fut acerbement reproché.

### La presse et la littérature nord-africaine au tournant duXIXeet duXXesiècles

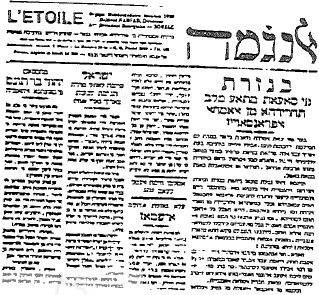
Al Nejma (L'Étoile), journal en judéo-tunisien publié à Sousse par Makhlouf Nadjar en 1920-1961.

« Dans le dernier quart du XIXe siècle, la Haskala (mouvement des Lumières juif né à la fin du XVIIIe siècle) touche l'Afrique du Nord. Ses adeptes développent une presse et une toute nouvelle littérature en judéo-arabe. David Elkaïm de Mogador (1857?-1937) qui modèle sa poésie hébraïque sur la qasida arabe populaire, Chalom Flah (1858-10937), Chalom Bekhache et le poète Isaac Morali (1867-1952) comptent parmi les plus importants ».
Parmi les journaux tunisiens en judéo-arabe moderne, il faut citer l’hebdomadaire Al-Bustan (Le Verger) (1888-1894) dirigé par Jacob Chemla (1858-1938) et Mascud Macarek (1861-1947), ainsi que Al-Najma (L’Étoile), publié à Sousse par Makhlouf Nadjar pendant quarante ans (1921-1961), le dernier hebdomadaire judéo-arabe d’Afrique du Nord.
Au Maroc, Salomon Benaioun a fait paraître à Tanger un journal judéo-arabe qui eut différents titres, comme ‘Or le-Yisra’el (Lumière d’Israël), et Mebasser Tob (L’Annonciateur de bonnes nouvelles).
En Algérie, « c’est à Oran qu’a été publié en 1881 ce qui peut être considéré comme le premier organe de presse judéo-arabe, à savoir la feuille Zikkaron Li-bnei Israel (Remembrance pour les Enfants d’Israël) ».

### Les langues judéo-arabes de nos jours
Dans les années qui suivirent la guerre israélo-arabe de 1948, la plupart des Juifs arabophones résidant en pays arabe émigrèrent, principalement pour la France, Israël et le Canada. Leurs dialectes judéo-arabes dépérirent dans ces nouveaux pays, et sont de nos jours menacés d'extinction, la quasi-totalité des descendants de ces Juifs ayant aujourd'hui le français, l'hébreu moderne ou l'anglais comme langue maternelle.

## Caractéristiques

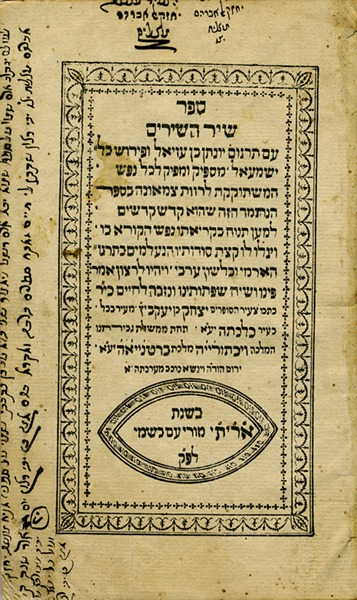
Shir HaShirm (Cantique des Cantiques) en hébreu suivi d'une traduction en araméen et d'un commentaire en judéo-arabe, probablement de la communauté baghdadi de Calcutta (Inde), 1841

À l'instar du monde arabe en général, le dialecte des Juifs arabophones variait en fonction de leur lieu de résidence, dans des proportions plus importantes que les variations entre les différents dialectes judéo-espagnols ou judéo-allemands. Par exemple, la langue des Juifs de la côte septentrionale du Maroc n'est pas un dialecte judéo-arabe mais judéo-espagnol, appelé ladino occidental ou haketia, le ladino oriental étant le ladino des Balkans. Les Juifs du Maroc parlent une variante juive de l'arabe marocain, appelée judéo-marocain, pour laquelle il existe maintenant un dictionnaire publié sur Amazon : "Imma Hbiba, Dictionnaire français-judéomarocain".
Les dialectes arabes des communautés juives différaient de l'arabe de leurs voisins non juifs (polythéistes, musulmans, chrétiens) :
- en partie, du fait d'emprunts à l'hébreu ou à l'araméen, principalement dans les domaines culturels et rituels, mais aussi dans la phonologie, la morphologie, et la syntaxe. Par exemple :
  - le ila arabe était souvent utilisé par analogie au marqueur direct hébreu d'objet ett ;
  - des locutions typiquement arabes entrecoupées d'hébreu, comme ליגי וקת אל משיח Li iji oukt al'Mashiah (« afin que le temps du Mashiah arrive ») ;
  - à l'inverse des locutions typiquement hébraïques ou judéo-araméennes entrecoupées d'arabe comme בנאדר ברק Bnadir Braq (en judéo-arabe : « Bnei Brak ») ;
  - une prononciation de mots ou noms hébreux arabisée comme Massa pour « matsa » ; à moins qu'il s'agisse d'une conservation de la prononciation hébraïque ou araméenne antique du צ, la réalisation [ts] de l'hébreu moderne étant probablement une innovation européenne), Amin [réf. souhaitée] pour « amen » ;
  - une prononciation de mots ou noms arabes hébraïsée : Zenzlane pour Jenjlane (« sésame »), le son J n'existant pas en hébreu[8] ;
- et d'autre part, du fait de leur géographie reflétant l'histoire des migrations juives. Par exemple, le judéo-arabe des Juifs d'Égypte, y compris des Juifs cairotes, ressemblait au dialecte alexandrin, qui est plus proche de l'arabe maghrébin que de l'arabe égyptien. De même, l'idiome des Juifs de Bagdad ressemblait davantage à l'arabe de Mossoul et en général des parlers arabes de la vallée supérieure du Tigre et d'Anatolie, qu'à l'arabe irakien. 
Par exemple, « J'ai dit » se dit qeltu dans le dialecte des Juifs et des chrétiens d'Irak, comme dans les parlers de la haute vallée du Tigre, tandis que les Musulmans disent gilit comme dans les dialectes bédouins de la péninsule arabique (ce phénomène s'expliquerait par une bédouinisation récente des parlers des musulmans d'Irak, tandis que les parlers des communautés chrétiennes et juives conserveraient un état linguistique plus ancien de l'Irak, marqué d'influences araméennes).

### Expressions usuelles dans un dialecte judéo-arabe: le judéo-marocain
| Traduction française   | Translittération    | Judéo-marocain |
| ---------------------- | ------------------- | -------------- |
| Bonjour                | šlāma               | שלמה           |
| Salut à toi            | šlāma ʿlik          | שלמה עליכ      |
| Au revoir              | bšlāma (ʿlik)       | ( בשלמה (עליכ  |
| Merci                  | mersi               | מרסי           |
| Oui                    | ēywa                | ייוה           |
| Non                    | lā                  | לא             |
| Comment allez-vous ?   | āš iḫbark ?         | אשכברכ؟        |
| Bien / Pas de problème | lābaš               | לבש            |
| Bien, merci            | lābaš, mersi        | לבש, מרסי      |
| Bien, Dieu soit loué   | lābaš, hamdul'Illah | לבש, המדול'ילה |

## Code
- Code de langue IETF : jrb